# How Far to Asgaard
How Far to Asgaard è il primo album del gruppo faroese Týr pubblicato nel gennaio 2002 dalla casa discografica Tutl. La traccia Hail to the Hammer era già apparsa nel demo datato 2000 ed è riapparsa nell'album del 2008 Land.

L'album è stato ripubblicato dalla Napalm Records, con un nuovo artwork e tracce bonus, il 4 novembre 2008.

## Tracce
1. Hail to the Hammer – 4:37
2. Excavation – 6:43
3. The Rune – 6:44
4. Ten Wild Dogs – 6:53
5. God of War – 7:11
6. Sand in the Wind – 6:24
7. Ormurin Langi – 5:53
8. How Far to Asgaard – 29:27